# Beating the Game (film 1921 Kohlmar)
Beating the Game è un cortometraggio muto del 1921 diretto da Lee Kohlmar.